# Șimonești
Șimonești é uma comuna romena localizada no distrito de Harghita, na região histórica da Transilvânia. A comuna possui uma área de 118.45 km² e sua população era de 3850 habitantes segundo o censo de 2007.